# Trogoderma serraticorne
Trogoderma serraticorne là một loài bọ cánh cứng trong họ Dermestidae. Loài này được Fabricius miêu tả khoa học năm 1792.